# Mono-isotopisch element
Een mono-isotopisch element is een chemisch element waarvan slechts 1 nuclide stabiel is. Van alle elementen zijn er 26 die als mono-isotopisch kunnen gekenmerkt worden.
Stabiliteit is echter een relatief begrip: er zijn diverse nucliden bekend die theoretisch gezien onstabiel zijn (en dus kunnen vervallen tot andere nucliden), maar aangezien hun halveringstijden zodanig lang zijn (dikwijls honderden tot miljoenen keren de leeftijd van het universum) kunnen deze nucliden als stabiel aangestipt worden. Heel vaak is hun verval nog nooit waargenomen en zijn gepubliceerde halveringstijden dus het resultaat van theoretische berekeningen.
Mono-isotopische elementen worden gekarakteriseerd door een oneven aantal protonen en een even aantal neutronen. De enige uitzondering hierop is beryllium-9, dat 4 protonen en 5 neutronen bezit.
Van de 26 mono-isotopische elementen zijn er 7 die als niet-mononuclidisch beschouwd worden, te weten vanadium, rubidium, indium, lanthaan, europium, renium en lutetium. Dit is te wijten aan het feit dat significante fracties van zeer langlevende radioactieve isotopen op Aarde voorkomen.
Drie elementen, namelijk bismut, thorium en protactinium, zijn mononuclidisch, maar niet mono-isotopisch. Hun nucliden zijn dus alle radioactief.

## Lijst van mono-isotopische elementen
Onderstaande lijst geeft een overzicht van de 26 mono-isotopische elementen en het bijhorende nuclide:
| Element      | Nuclide | Atoomnummer | Aantal neutronen | Atoommassa (u) |
| ------------ | ------- | ----------- | ---------------- | -------------- |
| beryllium    | 9Be     | 4           | 5                | 9,012          |
| fluor        | 19F     | 9           | 10               | 18,998         |
| natrium      | 23Na    | 11          | 12               | 22,990         |
| aluminium    | 27Al    | 13          | 14               | 26,981         |
| fosfor       | 31P     | 15          | 16               | 30,974         |
| scandium     | 45Sc    | 21          | 24               | 44,956         |
| vanadium     | 51V     | 23          | 28               | 50,942         |
| mangaan      | 55Mn    | 25          | 30               | 54,938         |
| kobalt       | 59Co    | 27          | 32               | 58,933         |
| arseen       | 75As    | 33          | 42               | 74,922         |
| rubidium     | 85Rb    | 37          | 48               | 85,468         |
| yttrium      | 89Y     | 39          | 50               | 88,906         |
| niobium      | 93Nb    | 41          | 52               | 92,906         |
| rodium       | 103Rh   | 45          | 58               | 102,906        |
| indium       | 113In   | 49          | 64               | 114,818        |
| jodium       | 127I    | 53          | 74               | 126,904        |
| cesium       | 133Cs   | 55          | 78               | 132,905        |
| lanthaan     | 139La   | 57          | 82               | 138,906        |
| praseodymium | 141Pr   | 59          | 82               | 140,908        |
| europium     | 153Eu   | 63          | 90               | 151,965        |
| terbium      | 159Tb   | 65          | 94               | 158,925        |
| holmium      | 165Ho   | 67          | 98               | 164,930        |
| thulium      | 169Tm   | 69          | 100              | 168,934        |
| lutetium     | 175Lu   | 71          | 104              | 174,967        |
| renium       | 185Re   | 75          | 110              | 186,21         |
| goud         | 197Au   | 79          | 118              | 196,967        |